# 第39回日本レコード大賞
第39回日本レコード大賞（だい39かいにほんレコードたいしょう）は、1997年（平成9年）12月31日にTBS Aスタジオ・赤坂BLITZで行われた、39回目の『日本レコード大賞』である。

## 概要
第39回の大賞は、安室奈美恵の「CAN YOU CELEBRATE?」に決定した。安室奈美恵は2年連続2度目の受賞で、2連覇は1986年（第28回）の中森明菜以来史上3組目。オリコン年間シングルチャート1位の楽曲及びTBSの音楽番組『COUNT DOWN TV』年間シングルランキング1位の楽曲が受賞したのは1994年（第36回）以来3年ぶり。
小室哲哉プロデュースの歌手が大賞を受賞するのは3年連続。
視聴率は16.5%と横ばい。

## 司会
- 堺正章
- 草野満代
  - この年2月にNHKを退職。NHKアナウンサーだった過去2年間は裏番組『NHK紅白歌合戦』の総合司会を務めていた。
- 雨宮塔子（当時TBSアナウンサー）
- ラジオ中継担当・松宮一彦

## 受賞作品・受賞者一覧

### 日本レコード大賞
- 安室奈美恵「CAN YOU CELEBRATE?」

### 最優秀歌唱賞
- 中村美律子「人生桜」

### 最優秀新人賞
- 知念里奈「precious delicious」

### アルバム大賞
- GLAY「BELOVED」

### 優秀作品賞（大賞ノミネート作品）
- Every Little Thing「Dear My Friend」
- 安室奈美恵「CAN YOU CELEBRATE?」
- オーロラ輝子「夫婦みち」
- 河村隆一「Glass」
- GLAY「HOWEVER」
- 香西かおり「すき」
- SPEED「White Love」
- 天童よしみ「珍島物語」
- MAX「Give me a Shake」
- Le Couple「ひだまりの詩」

### 新人賞（最優秀新人賞ノミネート）
- 岩出和也
- 猿岩石
- 知念里奈

### ベストアルバム賞
- GLAY「BELOVED」
- 川本真琴「川本真琴」
- 古内東子「恋」

### 特別賞
- エルトン・ジョン

### 作曲賞
- 久石譲「もののけ姫」（歌・米良美一）

### 編曲賞
- 若草恵「すき」（歌・香西かおり）

### 作詩賞
- 布袋寅泰「PRIDE」（歌・今井美樹）

### 企画賞
- 第二楽章／吉永小百合
- Bach Box／清水靖晃
- もののけ姫 サウンドトラック
- 新世紀エヴァンゲリオン

### 功労賞
- 小川寛興
- 塩まさる
- 島倉千代子
- 西沢爽

### 美空ひばりメモリアル選奨
- 大月みやこ

### アジア音楽賞
- ファンキー末吉

### 日本作曲家協会特別功労賞
- 渋谷森久

## TV中継スタッフ
- ナレーション：ケイ・グラント、鈴木史朗
- 構成：玉井貴代志／樋口弘樹、あべ
- 取材：古屋啓子、川上共子
- 振付：花柳糸之
- コーラス：ミュージッククリエイション
- 技術スタッフ
  - TD：杉田謙二
  - カメラ：河野志朗
  - VE：高松央
  - 音声：柳澤任広
  - 照明：笠原義博
  - 音響効果：三澤恵美子
  - PA：池戸和幸
  - 回線：梶原巧
- 赤坂BLITZ
  - TP：佐藤満
  - TD：青木葉吉樹
  - カメラ：中田菜穂子
  - VE：野村健
  - 音声：阿蘇谷靖
  - 照明：林明仁
- 屋上中継
  - TD：近藤弘志
  - カメラ：海老谷充
  - VE：吉永明久
  - 音声：入佐隆
  - 照明：高橋章
- 美術プロデューサー：橘野永
- 美術デザイナー：西條貴子
- 美術制作：安田和郎、与田滋
- 装置：石原隆
- 装飾：高橋啓三
- 電飾：出川敏顕
- TK：鈴木弘子
- 公開：廣中信行
- AP：村木益雄、小野寺真
- 演出スタッフ：平田さおり、高橋巧
- ディレクター：片山剛（BLITZ担当）、玄馬康志（屋上担当）
- 舞台監督：江藤俊久
- プロデューサー：田代誠、齋藤薫、大崎幹
- 総合演出：吉田裕二
- 技術協力：東通、エヌ・エス・ティー、サンライズアート、トムキャット、パワーステーション、VOOT、キャッツウォーク、バリライト、東京舞台照明、TAMCO
- 制作協力：BMC
- 製作著作：TBS
- 主催：社団法人 日本作曲家協会、日本レコード大賞制定委員会、日本レコード大賞実行委員会